# Bogomil Valiček
Bogomil Valiček, slovenski izdelovalec orgel, * 22. oktober 1922, Ljubljana, † 27. januar 1974, Gorica, Italija. 

## Življenje
Rodil se v družini orglárja Josipa Valička. Poklica se je izučil v očetovi delavnici. Skupaj z očetom in bratom Jožefom so v Gorici delovali do sredine 50. let 20. stoletja, ko je delavnico prevzel Bogomil. Viri navajajo, da so vsi trije gradili orgle v Treppu Carnico (danes v Občini Treppo - Ligosullo).
Bogomil Valiček je leta 1960 postavil nove orgle z manualoma in pedalom v Doberdobu, ki so zamenjale prejšnje iz očetovega podjetja Caecilia. Leta 1960 je obnovil orgle v Bazovici in jim vgradil električni ventilator, 1963 pa v cerkvi sv. Vincenca Pavelskega v Trstu, 1964 pa je z bratom zgradil orgle z manualoma in pedalom v Šempolaju. Enake orgle sta postavila 1969 tudi v Borštu. Na Katinari v Trstu sta popravila mehaniko ter spremenila foniko in nomenklaturo registrov. Leta 1970 sta zgradila orgle v Rojanu v Trstu. V cerkvi sv. Terezije Deteta Jezusa v Trstu pa je prestavil orgle na kor nad glavni oltar.